# Michail Petrovič Barataev
Michail Petrovič Barataev (Baratašvili) ((RU)  Михаил Петрович Баратаев (Бараташвили), (KA)  მიხეილ ბარათაევი [ბარათაშვილი]) (Simbirsk, 1º gennaio 1784 – Simbirsk, 30 luglio 1856) è stato un funzionario, numismatico e nobile russo, di origine georgiana.
Come numismatico amatore, fu il primo a studiare la monetazione della Georgia.
La sua era una famiglia nobile georgiane, i Baratašvili, che erano espatriati. Il padre, principe Pëtr Michajlovič Barataev (1734-1789), era un generale dell'esercito russo e governatore di Simbirsk. La madre veniva da una famiglia nobile russa, i Nazimov. Michail servì l'esercito come ufficiale di artiglieria dal 1798 al 1809 e si congedò con delle ferite riportate durante le guerre napoleoniche. Dal 1820 al 1835, Barataev fu a capo della nobiltà del governatorato di Simbirsk. Fondò la massonica "Chiave per le virtù" (Ключ к добродетели) a Simbirsk e fu arrestato per un breve periodo nel 1826 per i suoi collegamenti con i decabristi.
Nel 1839, Barataev fu nominato direttore del dipartimento delle dogane in Georgia. Durante la sua permanenza nel Caucaso, Barataev iniziò a interessarsi di numismatica e a raccogliere un'unica collezione di monete georgiane. Al suo ritiro, nel 1844, Barataev pubblicò, in francese e russo, il suo studio principale I fatti numismatici del regno di Georgia (in russo: Нумизматические факты грузинского царства; in francese: Documents numismatiques du Royaume de Géorgie) – il primo trattato di studio sull'argomento in questione – che gli procurò un posto all'Accademia francese delle scienze. Morì nella sua proprietà "Barataevka" situata a Simbirsk.